# Osmoxylon tetrandrum
Osmoxylon tetrandrum är en araliaväxtart som först beskrevs av Cyril Tenison White, och fick sitt nu gällande namn av Benjamin Clemens Masterman Stone. Osmoxylon tetrandrum ingår i släktet Osmoxylon och familjen Araliaceae. Inga underarter finns listade.